# Momodou Kotu Cham
Momodou Kotu Cham (* 1953) war Minister für Forstwesen und Umwelt (Secretary of State for Forestry and the Environment) des westafrikanischen Staates Gambia.

## Leben
Cham war ab 1975 Mitarbeiter im öffentlichen Dienst. Ab 1995 wurde er stellvertretender Direktor und ab 1996 Direktor der nationalen Umweltbehörde und wurde dann 2003 Staatssekretär im Department of State for Forestry & the Environment. Später wechselte er 2006 in die gleiche Position ins Department of State for Fisheries & Water Resources. Vom Präsidenten Jammeh wurde er am 13. September 2007 als Minister und Nachfolger von Edward Singhatey berufen.
Den Orden Officer (ORG) erhielt Cham im Mai 2009.
Am 27. Oktober 2009 wurde Cham als Minister entlassen, sein Nachfolger wurde Jato Sillah.